# Sœur Nivedita
Sœur Nivedita, née Margaret Elizabeth Noble le 28 octobre 1867 à Dungannon dans le comté de Tyrone en Irlande du Nord et morte le 13 octobre 1911 à Darjeeling, est une auteure et enseignante d'origine anglaise et irlandaise, disciple de Vivekananda. Ce dernier lui donna le nom de Nivedita (« Celle qui est consacrée à Dieu ») quand elle prit les vœux du brahmacharya en 1898.
Elle fut la première femme occidentale à être reçue dans un ordre monastique indien. En novembre de la même année, elle fonda une école pour filles qui est appelée Ramakrishna Sarada Mission Sister Nivedita Girls' School (en).
Sœur Nivedita était proche de nombreux artistes et intellectuels de la communauté bengalie dont Rabindranath Tagore. Plus tard, elle s'associa aux mouvements de l'indépendance indienne. Son statut d'occidentale avec des soutiens indiens incontestables lui ont permis de s'exprimer et d'agir avec influence.